# Yuliya Zaripova
Yuliya Mikhailovna Zaripova (née Ivanova, anciennement Zarudneva ; en russe : Юлия Михайловна Заруднева), née le 26 avril 1986 dans l'oblast de Volgograd, est une athlète russe spécialiste du 3 000 m steeple.
Elle est sacrée championne du monde en 2009 à Berlin et en 2011 à Daegu avant de remporter le titre olympique à Londres en 2012, ces deux derniers titres lui étant finalement retirés en 2016 pour dopage.

## Carrière
Après avoir remporté une médaille de bronze aux Championnats d'Europe de cross-country 2008, le 17 août 2009, elle remporte la médaille d'argent du 3 000 m steeple lors des Championnats du monde 2009 de Berlin, établissant en 9 min 8 s 39 un nouveau record personnel. Elle est devancée par l'Espagnole Marta Domínguez mais sera sacrée championne du monde en novembre 2015 à la suite du dopage de l'Espagnole. L'année suivante aux Championnats d'Europe 2010, elle devance cette fois-ci de justesse Marta Dominguez en 9 min 17 s 57, record des championnats.
Lors des Mondiaux de Daegu, en 2011, elle devient championne du monde du 3 000 m steeple avec un temps de 9 min 7 s 03.

## Dopage
Le 30 janvier 2015, la fédération russe annonce qu'en raison de ses paramètres anormaux de son passeport biologique, elle est suspendue des compétitions pendant 30 mois à compter du 25 juillet 2013. Ses résultats du 20 juin au 20 août 2011 puis du 3 juillet 2012 au 3 septembre 2012 sont annulés, ce qui devrait lui faire perdre le titre olympique.
Le 19 novembre 2015, Zaripova récupère le titre mondial des championnats du monde 2009 de Berlin à la suite de la disqualification de la vainqueur, l'Espagnole Marta Dominguez,.

## Palmarès
| Date | Compétition                    | Lieu             | Résultat | Épreuve     |
| ---- | ------------------------------ | ---------------- | -------- | ----------- |
| 2009 | Championnats d'Europe en salle | Turin            | 7e       | 3 000 m     |
| 2009 | Championnats du monde          | Berlin           | 1re      | 3 000 m st. |
| 2010 | Championnats d'Europe          | Barcelone        | 1re      | 3 000 m st. |
| 2010 | Coupe continentale             | Split            | 1re      | 3 000 m st. |
| 2011 | Championnats du monde          | Daegu            | —        | DQ          |
| 2011 | Ligue de diamant               | Ligue de diamant | —        | DQ          |
| 2012 | Jeux olympiques                | Londres          | —        | DQ          |
| 2013 | Universiade                    | Kazan            | —        | DQ          |

## Records
| Épreuve         | Performance   | Lieu   | Date         |
| --------------- | ------------- | ------ | ------------ |
| 3 000 m steeple | 9 min 08 s 39 | Berlin | 17 août 2009 |